# Szlak Tadeusza Kościuszki
Szlak Tadeusza Kościuszki – niebieski szlak turystyczny na terenie województwa lubelskiego o długości ok. 120,5 km od Kopca Tadeusza Kościuszki w Uchańce do dworca PKP w Krasnymstawie. Przebiega przez Skierbieszowski Park Krajobrazowy. Kod szlaku to LU-266-n.

## Przebieg szlaku
Kopiec Tadeusza Kościuszki Uchańka
Dubienka
Starosiele
Maziarnia Strzelecka
Raciborowice
Kurmanów
Buśno
Jarosławiec
Wojsławice
Majdan Nowy
Rezerwat przyrody Głęboka Dolina
grodzisko Bończa (zlokalizowane w Rezerwacie Głęboka Dolina)
Bończa
Zastawie
Surhów - Krzyżuje się z żółtym  z szlakiem Ariańskim.
Topola
Wólka Orłowska
Latyczów
Dworzec PKP w Krasnymstawie - Krzyżuje się z żółtym  z szlakiem Ariańskim